# VKP Bratislava
Le Volejbalovy Klub Polície Bratislava est un club de volley-ball slovaque fondé en 1948 et basé à Bratislava, évoluant au plus haut niveau national (Extraliga).

## Historique
- Le club a été fondé sous le nom de Sokol ZNB Bratislava.
- De 1953 à la chute du régime communiste, en 1990, le club s'appelait Cervena Hvezda Bratislava (« Étoile Rouge de Bratislava »).
- Le club s'est appelé SKP Bratislava de 1990 à 1992 avant d'adopter sa dénomination actuelle — légèrement modifiée en 2005.

## Palmarès
- National
  -  Slovaquie
    - Championnat de Slovaquie : 1993, 1994, 1995, 1996, 1997, 1998, 1999, 2004, 2005

  -  Tchécoslovaquie
    - Championnat de Tchécoslovaquie : 1978, 1979, 1981
- Européen
  - Ligue des champions : 1979
  - Coupe des Coupes : 1981

## Joueurs majeurs
- Peter Divis  Slovaquie (pointu, 1,98 m)
- Ivo Dubs  République tchèque (réceptionneur-attaquant, 1,99 m)
- Milan Hadrava  République tchèque (réceptionneur-attaquant, 1,94 m)
- Andrej Kravarik  Slovaquie/ Grèce (central, 2,06 m)
- Premysl Kubala  République tchèque (réceptionneur-attaquant, 2,00 m)
- Guennadi Tcheremissov  Ukraine (central, 2,02 m)

## Anciens joueurs
Guennadi Tcheremissov